# Hrómundr Gripsson
Hrómundr Gripsson (o Greipsson, n. 772) fue un vikingo de Telemark, Noruega, conocido por ser protagonista de su propia saga, Hrómundar saga Gripssonar. Tuvo dos hijos, Hroald Hrómundsson (n. 799) y Brynjólfur Hrómundsson (n. 797), que sería padre de Örn Brynjólfsson (n. 823), el padre de Ingólfur Arnarson, el primer colono escandinavo en Islandia.